# سیاتل سوپرسانیکس
سیاتل سوپرسانیکس، به (انگلیسی Seattle Supersonics) یکی از تیم‌های سابق اتحادیه ملی بسکتبال آمریکا بود و مقر آن در شهر سیاتل، واشینگتن قرار داشت.
این تیم در بین سال‌های ۱۹۶۷–۲۰۰۸ در این شهر یک بار موفق به کسب مقام قهرمانی در سال ۱۹۷۹ گردید.
این شهر پس از عدم دریافت حمایت کافی از مسئولان مالی شهر سیاتل، واشینگتن در سال ۲۰۰۸، به شهر اکلاهوما سیتی نقل مکان کرد و نام خود را به اکلاهوما سیتی تاندر تغییر داد. از اسطوره‌های این تیم می‌توان دنیس جانسون را نام برد.

## وبگاه رسمی
- Seattle supersonics

1. ↑  "NBA History: Teams". National Basketball Association. February 25, 2013. Archived from the original on 8 May 2015. Retrieved January 29, 2017.
2. ↑  "NBA.com/Stats–Oklahoma City Thunder seasons". National Basketball Association. October 17, 2015. Archived from the original on 15 September 2017. Retrieved October 17, 2015.
3. ↑  "Sonics Unveil New Logo and Official Colors". Seattle SuperSonics. August 25, 2001. Archived from the original on December 18, 2001. Retrieved June 18, 2016.